# Simon-Kommission
Die Indian Statutory Commission war eine Gruppe von sieben britischen Abgeordneten des Unterhauses, die 1927 nach Britisch-Indien entsandt worden waren, um eine Verfassungsreform für diese Kolonie zu entwerfen. Wegen ihres Vorsitzenden, Sir John Simon wurde sie gemeinhin als Simon-Kommission bezeichnet. Ironischerweise war Clement Attlee eines ihrer Mitglieder, jener britische Premierminister, der 1947 Indien und Pakistan in die Unabhängigkeit zu entlassen hatte.
Das Gesetz über die Regierung Indiens von 1919 hatte ein System der Dyarchie über die Provinzen Britisch-Indiens installiert. Die indische Öffentlichkeit forderte eine Revision der schwierigen Doppelherrschaft und das Gesetz von 1919 verlangte eine Kommission, die nach 10 Jahren berufen werden sollte, um das Funktionieren des Regierungssystems in der Verfassungspraxis zu untersuchen und gegebenenfalls Reformschritte zu entwerfen. Gegen Ende der 1920er Jahre befürchtete die konservative britische Regierung enorme Wahlniederlagen zugunsten der Labour Party in Großbritannien und sie fürchtete die Konsequenzen einer Machtübertragung an eine so „unerfahrene“ Körperschaft in Indien. Daher berief Premierminister Stanley Baldwin im November 1927 sieben Abgeordnete inklusive des Vorsitzenden Simon, die die 1919 versprochene Kommission bildeten, die sich mit den Verfassungsproblemen des indischen Staates auseinandersetzen sollten.
Das Volk des indischen Subkontinents, selbst die Gemäßigten, waren außer sich und empfanden es als eine nationale Beleidigung, dass der Simon-Kommission, die die Zukunft Indiens festlegen sollte, nicht ein einziger Inder angehörte und indische Belange ausschließlich von Briten untersucht und beurteilt werden sollten. Der Indische Nationalkongress beschloss bei seinem Parteitag im Dezember 1927 in Madras den Boykott der Kommission und forderte von Lord Birkenhead, dem Staatssekretär für Indien, die Vorlage eines Verfassungsentwurfs, der für die indische Bevölkerung akzeptabel sei. Auch eine von Ali Jinnah geführte Fraktion der Muslimliga entschied sich zum Boykott der Kommission.
Fast gleichzeitig mit ihrer Ankunft am 3. Februar 1928 in Bombay war die Simon-Kommission mit einem Protestpulk konfrontiert. Die Kommission wurde von Sprechchören, wie „Simon, go back“ begleitet. Das ganze Land trat in einen Hartal (Streik, bei dem auch die Läden geschlossen bleiben) und viele Leute begrüßten die Kommission mit schwarzen Flaggen. Ähnliche Proteste ereigneten sich in jeder größeren indischen Stadt, die die sieben britischen Abgeordneten besuchten. Dennoch übertraf ein Protest gegen die Simon-Kommission skandalöserweise alle übrigen:
Am 30. Oktober 1928 kam die Simon-Kommission in Lahore an, wo sie, wie im Rest des Landes, massive Proteste erwarteten. Der Protest in Lahore wurde vom indischen Nationalisten Lala Lajpat Rai angeführt, der im Februar 1928 eine Resolution gegen die Simon-Kommission in der Central Legislative Assembly des Punjab eingebracht hatte. Um der Kommission einen Weg durch die Menge zu bahnen, begann die Polizei mit ihren Lathis, eisenbeschlagenen Schlagstöcken, auf die Demonstranten einzuprügeln. Insbesondere gegen den 63-jährigen Lajpat Rai war die Polizei brutal, der später im Laufe jenes Tages erklärte: „Jeder Schlag, der mich trifft, ist ein Nagel in den Sarg des britischen Imperialismus.“ Siebzehn Tage später, am 17. November 1928 erlag er seinen schweren Verletzungen.
Kein indischer Politiker war bereit, sich mit der Kommission zu treffen. Um jedoch einen konstruktiven Beitrag zu leisten, wurde von einer überparteilichen Konferenz ein Ausschuss unter Vorsitz von Motilal Nehru mit einem indischen Entwurf einer Verfassung beauftragt. Dieser Verfassungsentwurf, allgemein als Nehru-Report bekannt, sah den Dominion-Status nach dem Vorbild Kanadas, Australiens und Neuseelands vor. Die Moslems lehnten den Nehru-Report jedoch ab, weil sie darin durch die einheitliche Wählerschaft ihre Minderheitsrechte nicht genügend berücksichtigt sahen. Der radikale Flügel der Kongresspartei um Jawaharlal Nehru und Subhash Chandra Bose forderte daraufhin die vollständige Unabhängigkeit vom britischen Empire, Swaraj. Die heftige Kontroverse innerhalb der Kongresspartei wurde durch einen Kompromissvorschlag Mahatma Gandhis beendet, der ein Ultimatum an die britische Seite vorsah, nach dem sich die Kongresspartei mit dem Dominion-Status begnügen würde, falls der binnen eines Jahres bis zum 31. Dezember 1929 verabschiedet würde. Falls der Dominion-Status nicht bis dahin gewährt würde, werde die Kongresspartei sich mit einer gewaltlosen Kampagne für die vollständige Unabhängigkeit einsetzen. Die britische Regierung beantwortete das Ultimatum, man müsse den Bericht der Simon-Kommission und die Formulierung eines Verfassungsentwurfs vom Runden Tisch in London abwarten. Mit dieser Ablehnung gab sich die Kongresspartei auf ihrem Parteitag Ende 1929, als dessen Präsident erstmals Jawaharlal Nehru fungierte, nicht zufrieden: Sie beauftragte Gandhi mit der Entwicklung einer Strategie einer neuen Kampagne Zivilen Ungehorsams, die zwischen 1930 und 1934 stattfand.
Die Simon-Kommission publizierte 1930 ihren 17-bändigen Bericht. Sie schlug die Abschaffung der Dyarchie und die Gründung von repräsentativen Provinzregierungen vor. Der Bericht empfahl das Festhalten an separaten kommunalen Wählerschaften – solange bis die Spannungen zwischen Hindus und Moslems abgeklungen seien. Angesichts der Ablehnung der Kommission durch gebildete Inder und wachsender statt schrumpfender kommunaler Spannungen entschied sich die britische Regierung für eine andere Methode des Umgangs mit der indischen Verfassungsfrage: Vor der Veröffentlichung des Berichts erklärte sie, dass sie künftig die indischen Ansichten berücksichtigen würde und der natürliche Ausweg des Verfassungsprozesses der Dominion-Status für Indien sei. Das Ergebnis der Simon-Kommission war das Gesetz über die Regierung Indiens von 1935, das eine repräsentative Regierung auf der Provinzebene in Indien etablierte und die Basis für viele Teile der indischen Verfassung bildet. Die ersten Provinzwahlen wurden 1937 abgehalten, die die Kongresspartei in neun der elf Provinzen gewann.